# デスティナシオンフランス
デスティナシオンフランス（Destination France）は、日本中央競馬会（JRA）で実施される一部の競走に対して、フランスで実施される競走への優先出走権が与えられる競走群のことである。

## 概要
2017年よりJRAの安田記念およびヴィクトリアマイルの2競走の上位馬に対して、フランスのジャック・ル・マロワ賞への優先出走権が付与されていた。
2018年から上記に加えて優駿牝馬の上位馬にヴェルメイユ賞への優先出走権を付与するとともに、これらの競走群をデスティナシオンフランスと呼称することになった。
優先出走権の他に、当該年の当該競走への出走登録料の免除、出走馬の輸送費補助の特典が付与される。

## 歴史
- 2017年 - 安田記念およびヴィクトリアマイルの上位馬にジャック・ル・マロワ賞への優先出走権を付与[1]。
- 2018年 - 優駿牝馬の上位馬にヴェルメイユ賞への優先出走権を付与。シリーズ名をデスティナシオンフランスと命名[1]。
- 2021年 - 安田記念およびヴィクトリアマイルの上位馬にムーラン・ド・ロンシャン賞への優先出走権を付与[2]。優駿牝馬の上位馬へ優先出走権付与を取り止め[2]。

## 対象競走
2021年時点。
| JRA競走名          | 格 | 出走条件    | コース  | 競馬場     | 獲得条件    | 獲得出走権                 | 対象期間 |
| ------------------ | -- | ----------- | ------- | ---------- | ----------- | -------------------------- | -------- |
| 安田記念           | G1 | 3歳以上     | 芝1600m | 東京競馬場 | 上位3着以内 | ジャック・ル・マロワ賞     | 2017年 - |
| 安田記念           | G1 | 3歳以上     | 芝1600m | 東京競馬場 | 上位3着以内 | ムーラン・ド・ロンシャン賞 | 2021年 - |
| ヴィクトリアマイル | G1 | 4歳以上牝馬 | 芝1600m | 東京競馬場 | 上位3着以内 | ジャック・ル・マロワ賞     | 2017年 - |
| ヴィクトリアマイル | G1 | 4歳以上牝馬 | 芝1600m | 東京競馬場 | 上位3着以内 | ムーラン・ド・ロンシャン賞 | 2021年 - |

### 過去の対象競走
| JRA競走名 | 格 | 出走条件 | コース  | 競馬場     | 獲得条件    | 獲得出走権     | 対象期間        |
| --------- | -- | -------- | ------- | ---------- | ----------- | -------------- | --------------- |
| 優駿牝馬  | G1 | 3歳牝馬  | 芝2400m | 東京競馬場 | 上位3着以内 | ヴェルメイユ賞 | 2018年 - 2020年 |